# Frączki (powiat olsztyński)
Frączki (dawniej niem. Fleming) – wieś w Polsce położona w województwie warmińsko-mazurskim, w powiecie olsztyńskim, w gminie Dywity. W latach 1975–1998 miejscowość administracyjnie należała do województwa olsztyńskiego. Wieś znajduje się w historycznym regionie Warmia. W czasach historycznych należała do gminy Jeziorany w powiecie reszelskim.
Obecna nazwa wsi została sztucznie utworzona po 1945 r. na wzór innych nazw miejscowości, pochodzących od imienia, w tym przypadku Franciszek. Dawniej wieś w dokumentach zapisywano jako Flemingswalt (1358 r.), Flemingswald (1369), Flemingswalde (1376), Fleminck (1597), Fleming (1615), Flemming (1820), Do 1945 wieś nosiła nazwę Fleming.
Wieś  warmińska położona w pagórkowatym krajobrazie polodowcowym z licznymi drobnymi zbiornikami wodnymi oraz aleją lipową wzdłuż drogi prowadzącej do kolonii. We wsi znajduje się szkoła podstawowa, dom kultury, dwa sklepy spożywcze i punkty usługowe, przystanek autobusowy, kościół. W architekturze zachował się pierwotny układ wsi – tak zwana ulicówka – o zwartej zabudowie, z niewielkimi działkami, często zabudowanymi w czworobok. Zagrody i pola zakładane były po obu stronach, przebiegającej środkiem wsi, drogi. Typowa zagroda składała się z kilku oddzielnych budynków: dom mieszkalny, stodoła, stajnia, obora i chlew, spichlerz, ziemianka. Małe zagrody, należące do uboższych gospodarzy, składały się jedynie z budynku mieszkalnego oraz budynku gospodarczego (czasem połączonego ze stodołą).
Domy pochodzące z przełomu XIX-XX w. są murowane, parterowe, przykryte stromym, dwuspadowym dachem, zazwyczaj z czerwoną dachówką. Występują także nieotynkowane domy wykonane z czerwonej cegły, np. budynek po byłej gospodzie (obecnie budynek mieszkalny) czy plebania. W większości domów znajdują się dwa wejścia. Pierwsze – czasem z gankiem – znajduje się od strony drogi, niegdyś przeznaczone było dla gości, drugie – znajduje się od strony podwórza gospodarczego, służyło głównie domownikom.
W zabudowie gospodarczej występują także murowane budynki z górną partią szalowaną deskami (ok. XIX w.), zazwyczaj dach pokrywa czerwona dachówka ceramiczna, niektóre drewniane stodoły pod koniec XX przykryte były jeszcze eternitem.
W ostatnich latach obserwuje się ujemny przyrost naturalny, który jest jednym z poważniejszych problemów wsi. Innymi ważniejszymi problemami są m.in. bezrobocie oraz alkoholizm, którego przykłady, możemy zaobserwować w miejscach publicznych.

## Historia
Wieś lokowana na prawie chełmińskim przez biskupa warmińskiego Jan Stryprocka 14 maja 1358 roku, który swojemu krewnemu Henrykowi Flemingowi z Wusen zapisał 50 włók ziemi. W przywileju lokacyjnym zobowiązano zasadźcę do wybudowania kościoła. Pierwszym właścicielem wsi był Heinrich Fleming von Wusen, który w podarunku od biskupa otrzymał las. Nazwa wsi pochodzi od imienia pierwszego właściciela – Fleming.
Za czasów biskupa warmińskiego  Franciszka Kuhschmalza (1424–1457) kościół był filią kościoła w Radostowie (Freundenberg). Prawdopodobnie uległ zniszczeniu w czasie wojen, ponieważ brak go w wykazie parafii z końca XV w. Nowy kościół wybudowano pod koniec XVI w., a konsekrował go dn. 25 września 1580 roku, ku czci św. Marii Magdaleny, biskup warmiński Marcin Kromer. Kościół ten został rozebrany w 1870 r. Obecny budynek kościoła pochodzi z XIX w., konsekrowany 2 lipca 1873 roku przez biskupa Filipa Krementza. Samodzielna parafia we Frączkach została utworzona przez biskupa Andrzeja Thiela w dniu 21 stycznia 1905 roku. 
W roku 1615 Ludwik Sokołowski zapisał 19 włók kolegiacie w Dobrym Mieście. W 1783 we wsi było 35 domów. W 1818 we wsi mieszkały 274 osoby, w 1939 – 403 osoby, w 1998 – 288. W plebiscycie z roku 1920 wszystkie głosy oddano za Prusami Wschodnimi.
Pod koniec lat 90. XX w. powstała tu pierwsza w regionie szkoła społeczna (niedawno zlikwidowana).

## Zabytki i atrakcje turystyczne
- Kościół neogotycki wybudowany w latach 1871–1872, jednonawowy o stylizowanym wystroju[4].
- 4 kapliczki warmińskie
- Przed II wojną światową stał w centrum pomnik upamiętniający mieszkańców wsi Frączki i Studzianka, którzy polegli na frontach I Wojny Światowej. Po II Wojnie Światowej zniszczony i rozebrany. Zachowały się postument (podmurówka) oraz kamienna kula zdobiąca wierzchołek. Na podmurówce w 2008 r. umieszczono kamień i tablicę pamiątkową o treści: „650 lat nadania praw lokacyjnych wsi Frączki d. Fleming Frączki 23.08.2008”. Kamienna kula zachowała się na terenie prywatnej posesji.
- Tor szutrowy, na którym rozgrywane są imprezy samochodowe.